# Вакханки (картина Кауфман)
«Вакханки» (нем. Die Bacchantinnen) — картина европейской неоклассической художницы Ангелики Кауфман, написанная не позднее 1786 года.

## Описание
Картина изображает весёлую компанию трёх одетых в воздушные тоги вакханок — спутниц древнегреческого бога вина и веселья Диониса. Они сидят на выступе под стволом дерева. Девушка слева имеет характерные атрибуты вакханки: она носит на голове венок из листьев винограда, в правой руке держит посох-тирс. В стороне от неё стоит кувшин, увитый гирляндой цветов. Сидящая справа вакханка бьёт в тимпан. Между ними, припав на одно колено, расположилась третья девушка, её волосы украшены гирляндой цветов, а перед ней (согласно гравюре) на земле лежит музыкальный треугольник. Благодаря этим атрибутам она может быть истолкована как грация радости и красоты Ефросинья.

## История владения

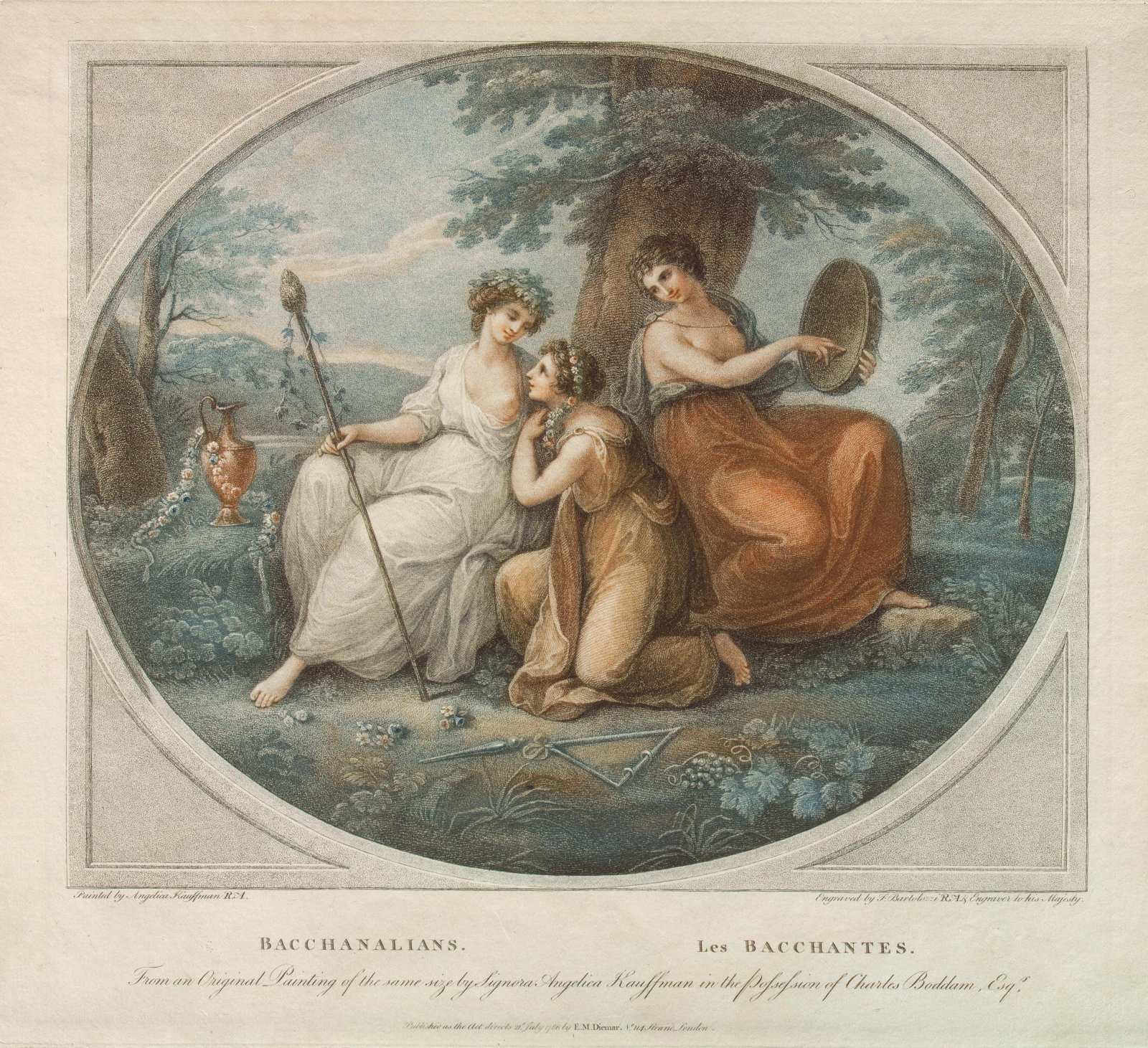
Гравюра 1786 года. Эрмитаж

Картина вероятно была написана на заказ для английского чиновника Чарльзом Боддамом (1762—1811).
15 декабря 1922 года картина вероятно была выставлена на аукционе Christie, Manson & Woods в Лондоне. 17 июня 1991 года она, ыла продана а аукционе Кристи в Цюрихе доктором Йоханнесом Фульда. В 2021 году тот пожертвовал свою коллекцию Художественному музею Граубюндена.

## Влияние

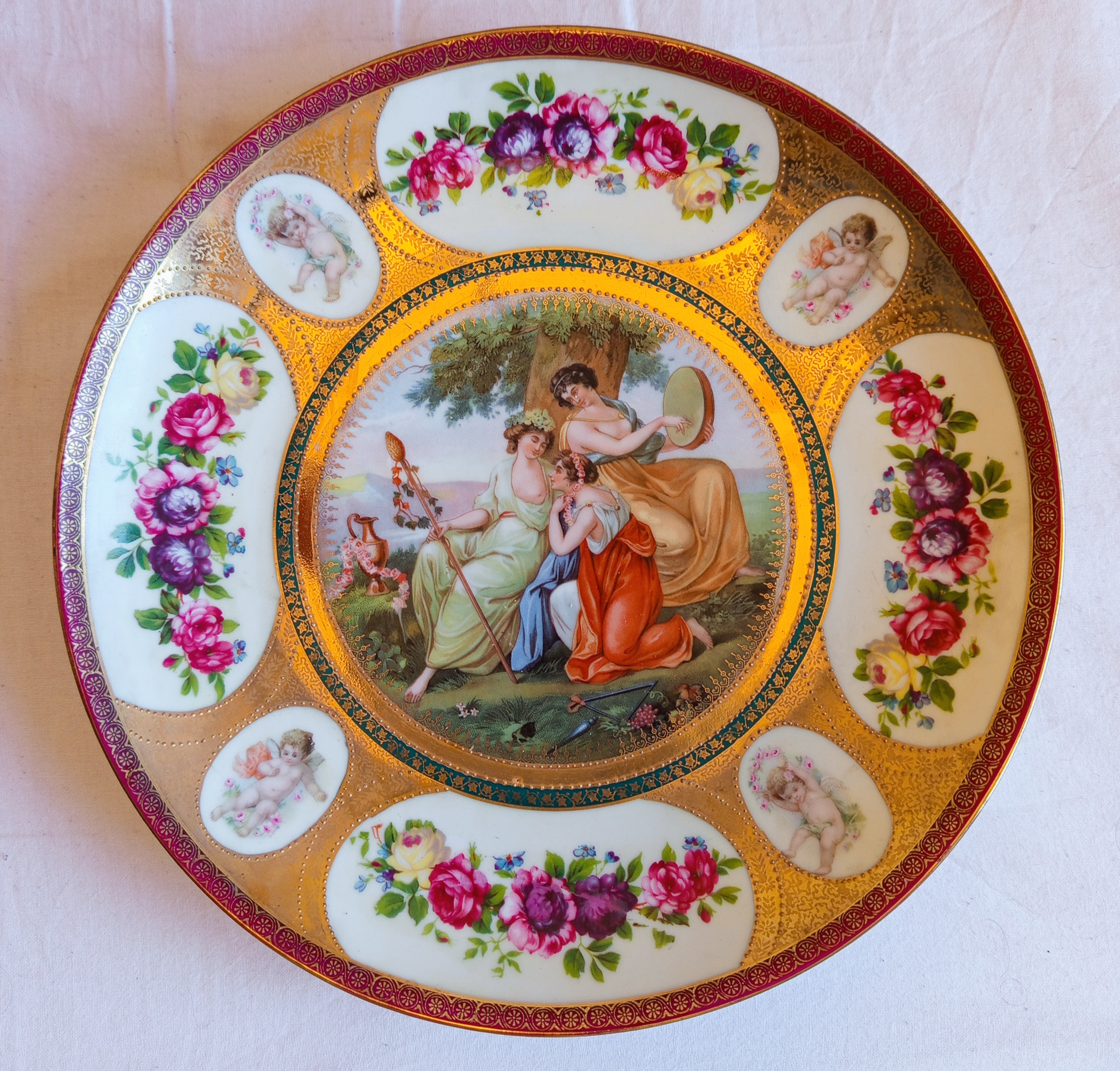
Тарелка Erdmann Schlegelmilch 1902-1920 гг. Исторический квир-музей в изгнании

В 1786 году художник Франческо Бартолоцци выполнил с картины точечную гравюру. Одна из этих копий в раскрашенном виде хранится в коллекции Эрмитажа. В 1983 голу эта репродукция стала основой для серии советских открыток. Начиная с конча XVIII века эта картина как и другие работы Кауфман получила распространение при оформлении фарфора. В частности такие предметы можно найти в коллекциях Венского музея прикладного искусства и Музея земли Вюртемберг.